# 艾茲克勞克萊
艾茲克勞克萊是拉脫維亞艾茲克勞克萊市鎮内的城鎮，位於道加瓦河右岸，距離首都里加90公里，海拔高度46米，面積11.83平方公里，2005年人口8,922。